# Шевченківка (селище)
Шевче́нківка — селище в Україні, у Миколаївській селищній громаді Сумського району Сумської області. Населення становить 159 осіб. Орган місцевого самоврядування - Миколаївська селищна рада.

## Географія
Селище Шевченківка розташоване на відстані 2.5 км від правого берега річки Вир. На відстані до 2 км розташовані села Білани, Бутовщина і селище Амбари.

## Назва
На території України 6 населених пункти із назвою Шевченківка.

## Історія
- Селище постраждало внаслідок геноциду українського народу, проведеного урядом СССР 1932–1933 та 1946–1947 роках.
- 12 червня 2020 року, відповідно до розпорядження Кабінету Міністрів України № 723-р «Про визначення адміністративних центрів та затвердження територій територіальних громад Сумської області», селище увійшло до складу Миколаївської селищної громади[1].
- 19 липня 2020 року, в результаті адміністративно-територіальної реформи та ліквідації Білопільського району, селище увійшло до складу новоутвореного Сумського району[2].